# 備後三日市站
備後三日市站（日语：／ Bingo-Mikkaichi eki */?）是位於廣島縣庄原市三日市町，西日本旅客鐵道（JR西日本）的藝備線車站。

## 歷史
- 1930年（昭和5年）4月25日 - 藝備鐵道（日语：芸備鉄道）開設三日市停留場。
- 1933年6月1日：藝備鐵道被國有化，轉為國有鐵道庄原線的車站[1]，改名為備後三日市站。
- 1936年（昭和11年）10月10日 - 庄原線編入至三神線，備中神代站至備後十日市站（現時：三次站）之間為三神線。此站成為三神線車站。
- 1937年（昭和12年）7月1日 - 備中神代站至廣島站之間成為藝備線。此站成為藝備線車站。
- 1987年4月1日：隨國鐵分割民營化，車站由西日本旅客鐵道（JR西日本）營運。

## 車站構造

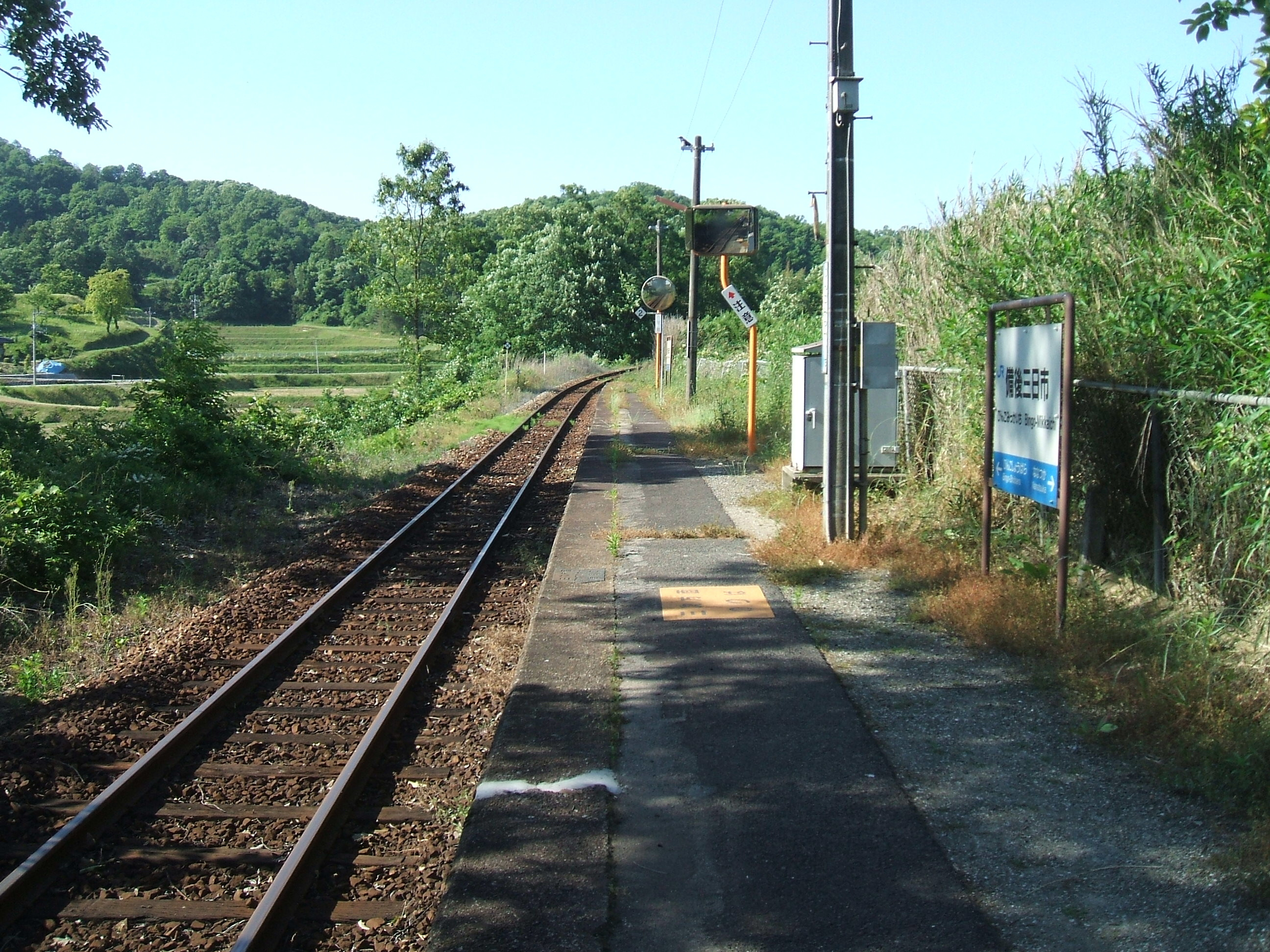
月台（望向備後庄原站方向）

車站是一座地面車站，設有1面1線的單式月台，三次方向的列車會開啟左邊車門。
此站是由三次鐵道部管理的無人車站。此站設有小規模候車室。車站出入口直接連接月台。雖然此站是一座地面車站，但是在地形上，此站相對比周邊的村落位於一個較高的位置。此站沒有廁所。

## 使用狀況
以下為近年1日平均乘車人次列表。
| 年度               | 1日平均 乘車人次 | 參考資料    |
| ------------------ | ---------------- | ----------- |
| 1981年（昭和56年） | 18               |             |
|                    |                  |             |
| 2002年（平成14年） | 4                | [ 2 ]       |
| 2003年（平成15年） |                  |             |
| 2004年（平成16年） |                  |             |
| 2005年（平成17年） |                  |             |
| 2006年（平成18年） |                  |             |
| 2007年（平成19年） |                  |             |
| 2008年（平成20年） |                  |             |
| 2009年（平成21年） |                  |             |
| 2010年（平成22年） |                  |             |
| 2011年（平成23年） | 3                | [ 3 ]       |
| 2012年（平成24年） | 5                | [ 3 ]       |
| 2013年（平成25年） | 9                | [ 3 ]       |
| 2014年（平成26年） | 5                | [ 3 ] [ 4 ] |
| 2015年（平成27年） | 2                | [ 3 ]       |
| 2016年（平成28年） | 2                | [ 3 ]       |
| 2017年（平成29年） | 2                | [ 3 ]       |
| 2018年（平成30年） | 2                |             |

## 車站周邊
- 庄原市立東小學
- 廣島縣立庄原格致高等學校（日语：広島県立庄原格致高等学校）
- 比婆美人酒造
- 備北交通（日语：備北交通）三城線「上原學校前」巴士站

## 相鄰車站
西日本旅客鐵道（JR西日本）
 藝備線
備後庄原－備後三日市－七塚

## 注腳
1. ↑  日本《官報》第1917號「鐵道省告示第205號」，1933年5月25日：第716頁。
2. ↑  「飲食・小売の出店を科学する出店戦略情報局」之存檔數據
3. 1 2 3 4 5 6 7  國土數値情報 不同站的上下車人次數據
4. ↑   (PDF). 庄原市. 2016年3月  [2017-09-06]. （原始内容存档 (PDF)于2017-09-06） （日语）.

## 外部連結
- 備後三日市｜車站資訊：JR出門網 - 西日本旅客鐵道（日語）